# Kriva Kruša
Kriva Kruša (makedonsky: Крива Круша) je osada v Severní Makedonii. Nachází se v opštině Čaška ve Vardarském regionu.
Vesnice vznikla v polovině 18. století. 
V roce 1900 bylo ve vesnici pouze 15 domácností, vesnice se ale rozrostla na 45 domů. Po druhé světové válce se obyvatelstvo začalo masivně stěhovat, nejvíce do města Veles a okolních vesnic Elovec, Izvor, Vojnica a Sojaklari. 
V roce 2002 žili ve vesnici poslední 2 obyvatelé. Podle sčítání lidu v roce 2021 ve vesnici nežije nikdo. 